# Plamicowate
Plamicowate (Arthoniaceae Rchb.) – rodzina grzybów znajdująca się w rzędzie plamicowców (Arthoniales).

## Systematyka
Pozycja w klasyfikacji według Index Fungorum:  Arthoniales, Arthoniomycetidae, Arthoniomycetes, Pezizomycotina, Ascomycota, Fungi:
Według Index Fungorum bazującego na Dictionary of the Fungi do rodziny Arthoniaceae należą rodzaje:
- Amazonomyces Bat. & Cavalc. 1964
- Arthonia Ach. 1806 – plamica
- Arthothelium A. Massal. 1852 – plamiec
- Briancoppinsia Diederich, Ertz, Lawrey & Van den Boom 2012
- Coniangium Fr. 1821
- Coniarthonia Grube 2001
- Conidomyces Bat. 1967
- Coniocarpon DC. 1805
- Coniarthonia Grube 2001
- Crypthonia Frisch & G. Thor 2010
- Cryptophaea Van den Broeck & Ertz 2016
- Cryptothecia Stirt. 1876
- Eremothecella Syd. & P. Syd. 1917
- Glomerulophoron Frisch, Ertz & G. Thor 2015
- Helicobolomyces Matzer 1995
- Herpothallon Tobler 1937
- Leprantha Dufour ex Körb. 1855
- Myriostigma Kremp. 1874
- Pachnolepia A. Massal. 1855
- Paradoxomyces Matzer 1996
- Reichlingia Diederich & Scheid. 1996
- Snippocia Ertz, Kukwa & Sanderson 2018
- Sagenidiopsis R.W. Rogers & Hafellner 1987
- Snippocia Ertz, Kukwa & Sanderson 2018
- Sporodophoron Frisch, Y. Ohmura, Ertz & G. Thor 2015
- Staurospora Grube 2018
- Stirtonia A.L. Sm. 1926
- Subhysteropycnis Wedin & Hafellner 1998
- Tylophoron Nyl. ex Stizenb. 1862[2]

Nazwy polskie według W. Fałtynowicza.